# Adinad
Adinad es una ciudad censal situada en el distrito de Kollam en el estado de Kerala (India). Su población es de 22250 habitantes (2011). Se encuentra a 26 km de Kollam y a 92 km de Trivandrum.

## Demografía
Según el censo de 2011 la población de Adinad era de 22250 habitantes, de los cuales 10606 eran hombres y 11644 eran mujeres. Adinad  tiene una tasa media de alfabetización del 93,39%, inferior a la media estatal del 94%: la alfabetización masculina es del 96,19%, y la alfabetización femenina del 90,86%.